# Kongoba (Safané)
Pour les articles homonymes, voir Kongoba.
Kongoba est une commune située dans le département de Safané de la province du Mouhoun au Burkina Faso.

## Géographie
Le village de Kongoba est situé en zone de brousse (soumis à un climat semi-aride) à environ 15 kilomètres au sud de Safané en direction de Pompoï.

## Histoire
Durant la période coloniale française, le village de Kongoba est l'un des cinq villages de la Boucle du Mouhoun — avec Bouna, Doumakélé, Solasso, et Moussakongo — a refuser de répondre en novembre 1915 au recrutement de « tirailleurs sénégalais » pour les besoins des troupes combattantes en France lors de la Première Guerre mondiale en prenant les armes contre les autorités locales représentées par le commandant de cercle.

## Démographie
| 2003  | 2006  | 2012 |
| ----- | ----- | ---- |
| 1 247 | 1 311 | -    |

## Économie
L'économie de la commune est essentiellement basée sur la subsistance agricole locale avec le développement de cultures maraîchères — notamment en collaboration avec le lycée agricole d'Auzeville-Tolosane qui aide depuis 1992 le développement de l'association maraîchère de Kongoba — et plus récemment avec celui de la culture du coton sous l'égide du Groupement de producteurs de coton (GPC) de Safané.
Pour la consommation d'eau, le village possède en 2010 trois puits équipés de pompes.

## Santé et éducation
Le centre de soins le plus proche de Kongoba est le centre de santé et de promotion sociale (CSPS) de Dangouna tandis que le centre médical (CMA) le plus proche se trouve à Safané.